# Bitte schön
Bitte schön (Je vous en prie !) est une polka française de Johann Strauss II (op. 372). L'œuvre est créée à l'été 1875.

## Histoire
La polka est composée sur la base de motifs de l'opérette Cagliostro in Wien. L'œuvre rejoint ainsi une série de compositions (opus numéros 369, 370, 371, 373 et 374 ) qui reprennent tous les thèmes de cette opérette. Le titre de la polka et sa première partie sont tirés de la 9e chanson : Bitte schön, bitte schön, o mach’ uns jung, mach’ uns schön, wir bitten schön (S'il vous plaît, s'il vous plaît, s'il vous plaît, oh rendez-nous jeunes, rendez-nous beaux, nous demandons magnifiquement). Le trio n'est pas issu de l'opérette. Strauss soit le compose à nouveau, soit le tire d'une pièce écrite à l'origine pour l'opérette, qu'il n' incorpore dans celle-ci.
La date et le lieu de la première ne sont pas connus. En septembre 1875, la pièce fait déjà partie de certains programmes de concerts de musiques militaires et d'autres orchestres de divertissement. La polka reste au répertoire de l'orchestre de Strauss jusqu'à sa dissolution au début du XXe siècle.

## Durée
Sa durée d'exécution est de 3 minutes et 50 secondes. Elle peut varier selon l'interprétation musicale du chef d'orchestre

## Postérité
- La pièce est jouée lors du célèbre concert du nouvel an à Vienne : en 1972 et 1979 (Willi Boskovsky) ; 1982 et 1999 (Lorin Maazel).